# Kaytetye

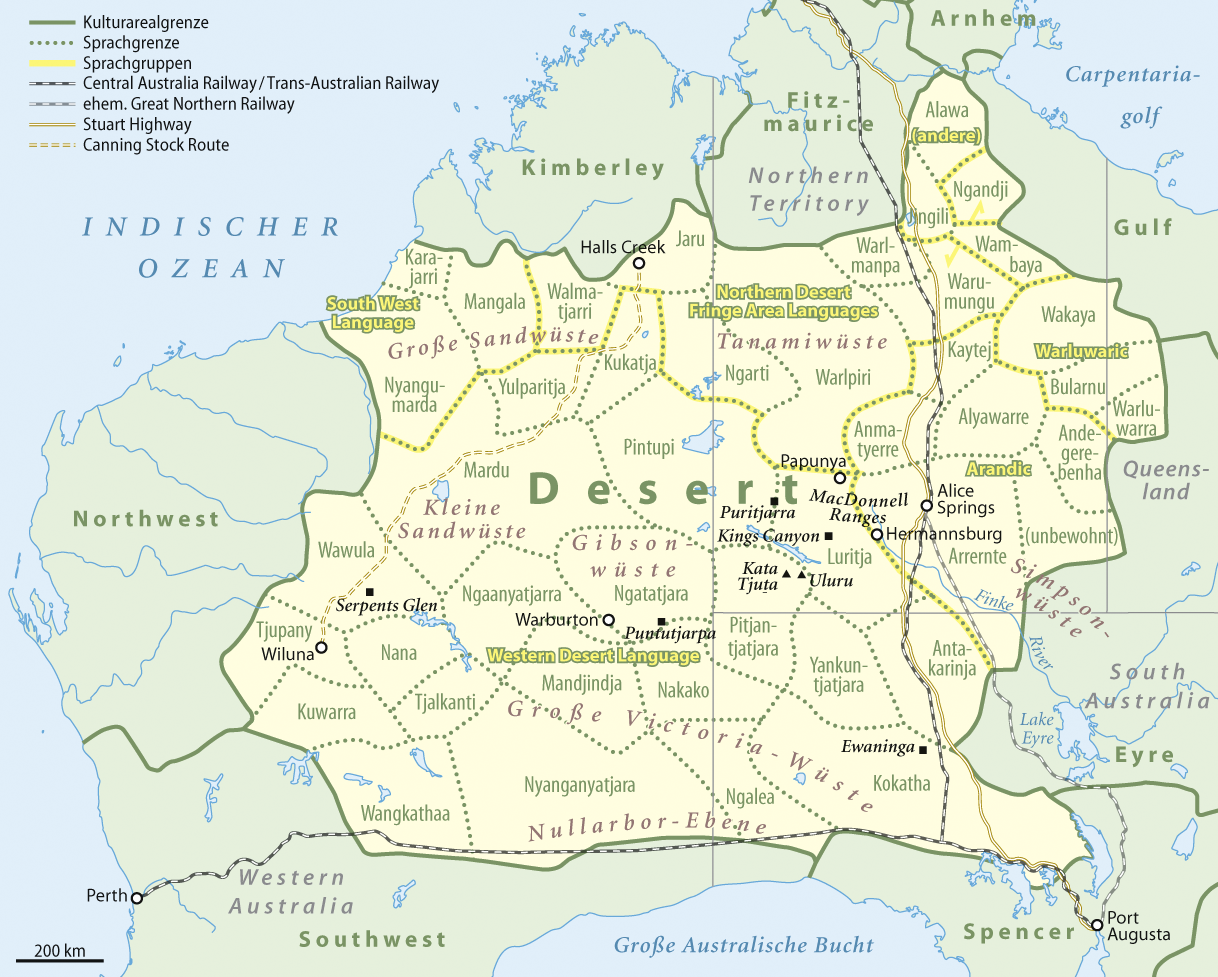
Kulturareal Desert

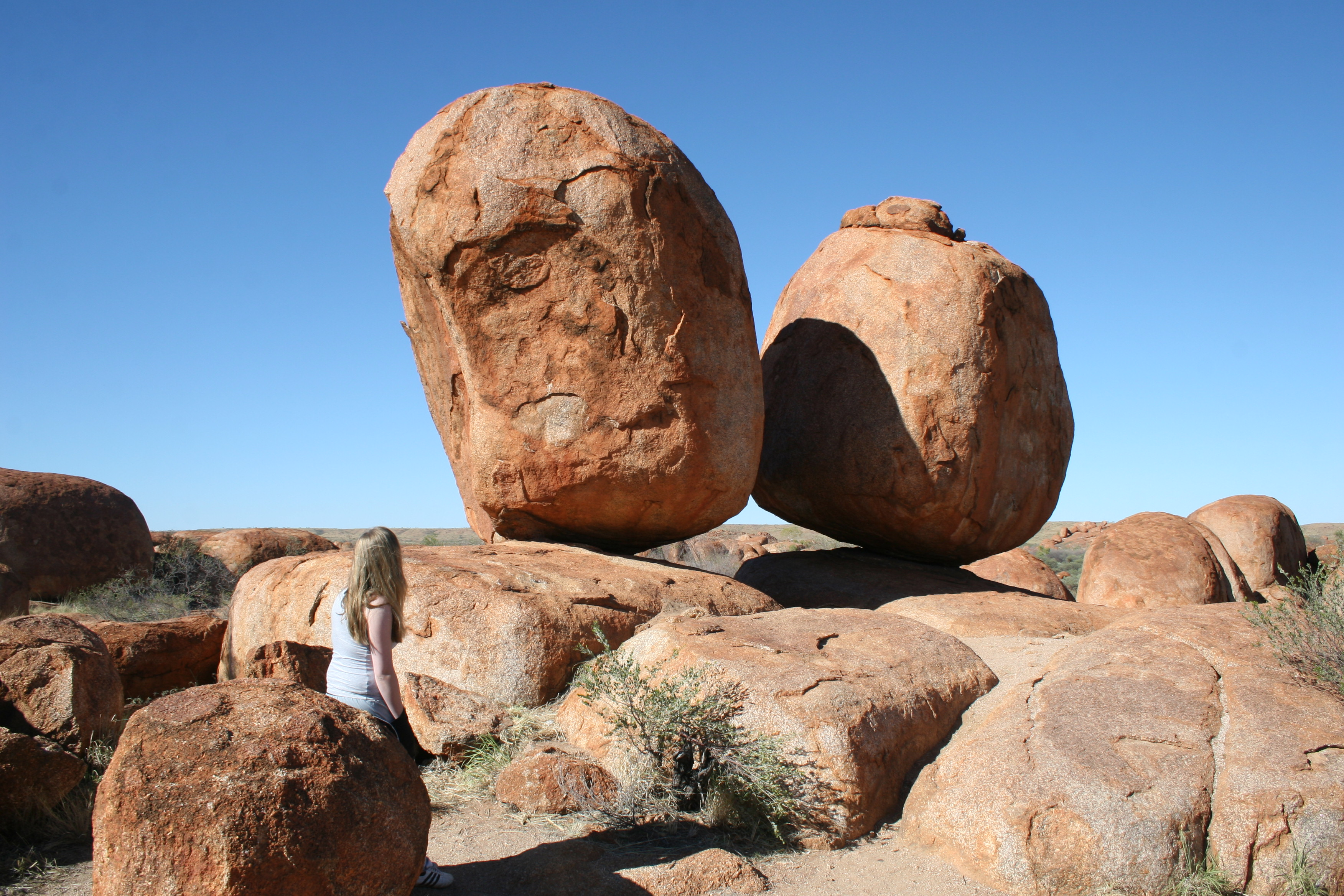
Die Karlu Karlu, die Murmeln aus Granit

Die Kaytete sind ein Stamm der Aborigines, der bei Barrow Creek und Tennant Creek im australischen Northern Territory lebt. Ihre Nachbarn im Osten sind die Alyawarre, im Süden die Anmatyerre, im Westen die Warlpiri und im Norden die Warumungu.

## Sprache und Name
Die Kaytetye-Sprache, wie viele andere Aboriginessprachen in diesem Teil von Central Australia, gehört zu den Arandic-Sprachen und damit zur Familie der Pama-Nyungan-Sprachen. Sie ist verwandt mit Arrernte. Alternative Namen für die Kaytetye sind: Kartetye, Kartiji, Kaytej, Keytej und Katish oder Kaitish.

## Land
Die Kaytetye nennen die Gegend um den Barrow Creek Thangkenharenge. Die verrundeten und verwitterten Murmeln aus Granit, die Devil’s Marbles, die in ihrer Sprache Karlu Karlu heißen, befinden sich auf einem ihrer spirituellen angestammten Gebiete der Traumzeit. Die Kaytetye glauben, dass die Murmeln aus Granit die Eier der mythischen Regenbogenschlange sind, die sie dort legte, als sie sich durch dieses Gebiet in der Traumzeit bewegte.
Die Alyawarr, Kaytetye, Warumungu, Wakay haben sich zusammengeschlossen und einen Native Title für Land- und Wassernutzung im Süden und Südosten von Tennant Creek im Northern Territory erhalten.

## Massaker
Als die Europäer Australien kolonisierten kam es zu Konflikten mit den Kaytetye und nach offiziellen Angaben wurden 31 Kaytete im Jahre 1928 im Coniston-Massaker und weitere 60 bis 70 in Barrow Creek im Skull-Creek-Massaker im Jahre 1874 von den Europäern getötet.